# پاکت سرخ
پاکت سرخ(در ماندارین: هونگ بائو) پاکتی است که چینی‌ها در جشن‌های مذهبی و ملی، در آن به خویشاوندان هدیه و پول می‌دهند. این پاکت‌ها در عروسی‌های چینی و همچنین در سال نوی چینی هدیه داده می‌شود. رنگ سرخ این پاکت و همچنین نقاشیها و تزیینهای آن، نمایانگر آرزوی کامیابی و تندرستی و دور کردن ارواح خبیثه است. پول عیدی در این پاکت‌ها به کودکان و جوانهای ازدواج نکرده داده می‌شود؛ در قدیم به جای این پاکت‌ها از گلبرگ استفاده می‌شده‌است. بر اساس باور چینیان، مقدار پول درون این پاکتها، هیچگاه نباید برابر یا حاوی عدد چهار باشد؛ زیرا این عدد مرگ یا آرزوی مرگ را تداعی می‌کند.

## پاکت سرخ درویچت
ویچت محبوبترین و رایج‌ترین نرم‌افزار شبکه‌های اجتماعی در چین است. در این نرم‌افزار امکان ارسال و توزیع پاکت سرخ ارائه شده‌است. روند آن بدین ترتیب است که هر فردی در مناسبت‌های مختلف، پاکت سرخ به مبلغ و مقدار مورد نظر خود در گروه بین دوستان خود ارسال می نماید. اعضای گروه نیز با کلیک کردن بر روی آن، مقداری از مبلغ کل را به صورت تصادفی (رندم) دریافت می نمایند. این نقل و انتقال با توجه به اتصال ویچت به حساب‌های بانکی امکان‌پذیر است.